# Staryj Chortoryisk
Staryj Chortoryisk (in ucraino Старий Чорторийськ?, trasl. Staryi Chortoryis'k, in polacco Czartorysk) è un villaggio (selo) situato nell'Ucraina nord-occidentale. Giace sulla riva del fiume Styr nel distretto di Kamin'-Kašyrs'kyj e nell'oblast' di Volinia.
Tra i più antichi insediamenti della Volinia, Chortorijsk (o Chertorijesk) viene menzionato per la prima volta nel 1100 nel Codice ipaziano dove viene attestato il passaggio al principe Davide Igorevjič di Volunia (1087-1099), assieme a Dubno, Bus'k e Ostroh. Nel XIII secolo, fu rivendicato dai governanti di Pinsk, che costruirono a Chortorjisk una torre simile alla famosa torre di Bela (Bela Veža) di Kamenec. Alla fine del XIV secolo, la cittadina divenne la località in cui decise di risiedere uno dei figli di Algirdas, Costantino (dal cui figlio, Vasilij Konstantinovič, discese la nota famiglia polacca degli Czartoryski).
Il 26 agosto 1431, fu firmata a Chortoryisk una tregua tra le forze della Polonia e della Lituania, ponendo fine alla breve guerra di Luc'k che li vedeva protagonisti.
L'attuale villaggio di Staryj Chortoryisk fu fondato nel 1900, al posto dell'antico insediamento. Il paesino divenne teatro di un'importante battaglia tra l'esercito imperiale russo e quello tedesco durante la prima guerra mondiale. Sia nell'ottobre 1915 che nel maggio del 1916, si verificarono importanti scontri tra le due parti. Staryj Chortoryisk ospitava una vasta comunità ebraica fino alla prima guerra mondiale, quando la maggioranza di essi decise di sfuggire ai combattimenti tra l'esercito tedesco e quello russo.

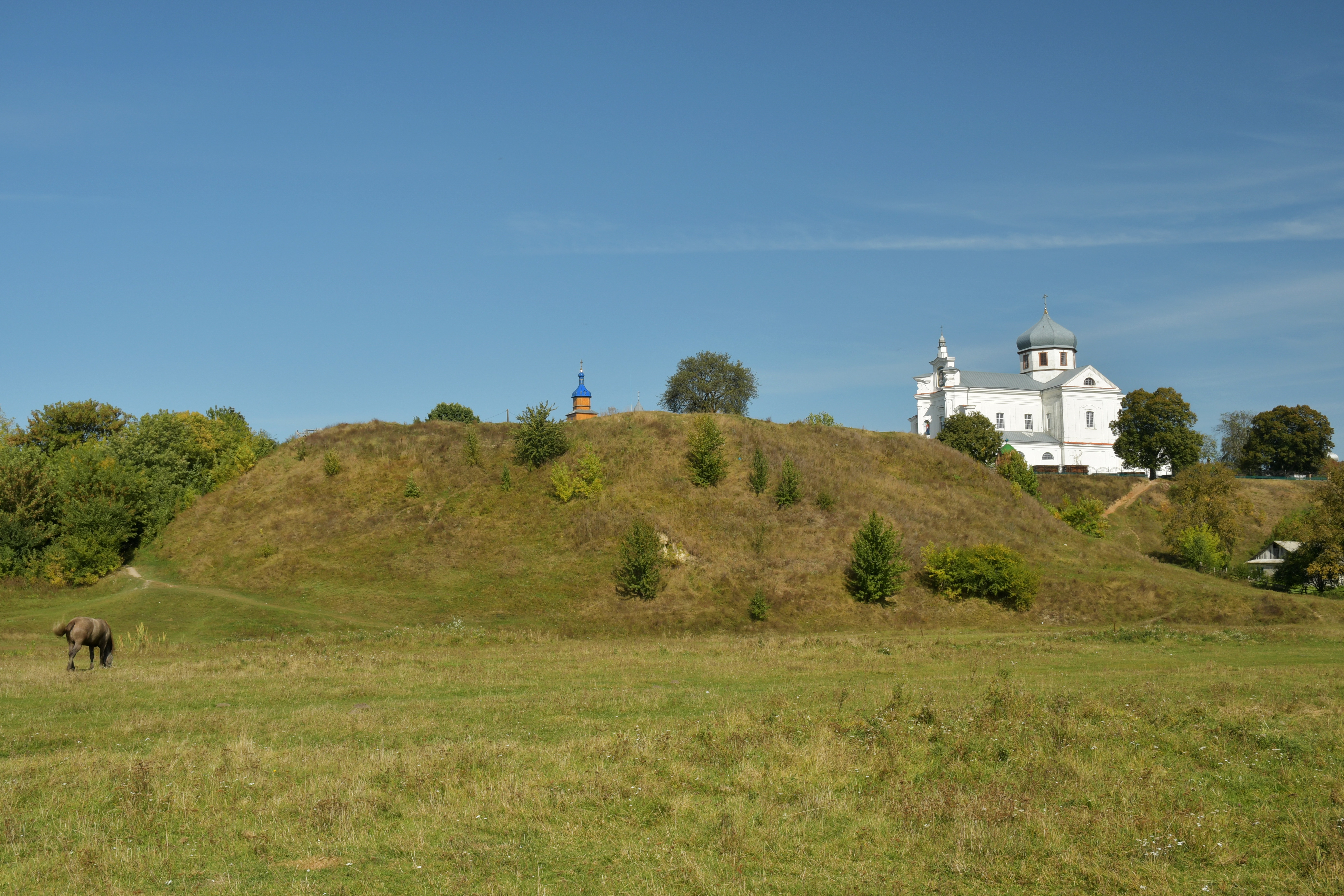
Scorcio del piccolo insediamento con la chiesa alle spalle

Tra le personalità di spicco nate in questa località figurano l'economista di fama mondiale Rose Friedman (moglie del premio Nobel per l'economia Milton Friedman), insieme al fratello, il professore di analisi economica del diritto Aaron Director, che partì alla volta dell'Oregon, negli USA, intorno al 1913. La famiglia dei Director era tra le più importanti della comunità ebraica che viveva in Ucraina. Inoltre, la famosa famiglia Rubin (ex Rabin) è originaria di Staryj Chortoryisk. Infine, anche la drammaturga polacca Franciszka Urszula Radziwiłłowa nacque a Staryj Chortoryisk.
Il principale luogo di interesse del villaggio è rappresentato dalla chiesa dei Frati Neri, costruita in stile barocco nel 1741 per sostituire una chiesa precedente del 1639.